# Ceratothoa italica
Ceratothoa italica är en kräftdjursart som beskrevs av Jørgen Matthias Christian Schiødte och Frederik Vilhelm August Meinert 1883. Ceratothoa italica ingår i släktet Ceratothoa och familjen Cymothoidae. Inga underarter finns listade i Catalogue of Life.